# Xanthos
Xanto (Xanthos) fu una città dell'antica Licia, luogo dell'attuale Kınık, nella provincia turca di Antalya. Con lo stesso nome i greci chiamavano il fiume (l'odierno Eşen Çayı) sul quale la città è stata costruita. Nelle antiche fonti il termine "Xanto" viene usato come sinonimo di "Licia".
Il sito è iscritto tra i Patrimoni dell'umanità dell'UNESCO dal 1988.

## La città
"Xanthos" fu il nome greco della città di Arinna, di origine licia. Il nome che gli Ittiti ed i Luviani diedero alla cittadina fu Arinna. Secondo i Romani, invece, era Xanthus, dal momento che il suffisso greco -os veniva tradotto in -us dai Latini. Xanto fu il centro della cultura e del commercio per i Lici, ed in seguito per i Persiani, i Macedoni, i Greci ed i Romani che a turno conquistarono la città occupandone i territori adiacenti.
Xanto viene citata da numerosi scrittori greci e romani. Strabone afferma che sia la più grande città Licia. Sia Erodoto che Appiano ne descrivono la conquista fatta da Arpago per conto dei Persiani approssimativamente nel 540 a.C. Secondo gli scritti di Erodoto, i Persiani sconfissero un esiguo esercito licio nelle pianure a nord della città. Dopo lo scontro, i Lici si ritirarono all'interno della città che venne assediata. I Lici distrussero la propria acropoli, uccisero le proprie mogli, i figli, e gli schiavi, dopodiché iniziarono un attacco suicida contro le truppe persiane. Morì l'intera popolazione ad eccezione di 80 famiglie che non si trovavano in città durante la battaglia.
Durante l'occupazione persiana, venne insediato un capo locale a Xanto, e nel 520 a.C. era già in uso il conio delle monete. Dopo il 516 a.C. Xanto venne inclusa tra i primi nòmi nella lista tributaria di Dario I di Persia. Le fortune di Xanto furono legate a quelle della Licia, anche quando questa cambiò alleanza durante la guerra greco-persiana. Gli scavi archeologici ne dimostrano la distruzione attorno al 475 a.C.-470 a.C., o per mano dell'Ateniese Cimone o dei Persiani, questo punto è ancora dibattuto. Dal momento che non esistono racconti della sua distruzione, né negli scritti greci né in quelli persiani, alcune correnti di pensiero ne legano la fine a cause naturali o accidentali.
Nella seconda metà del quinto secolo a.C., Xanto conquistò la vicina Telmessos incorporandola nella Licia. Dal terzo secolo a.C., la città fece parte della Lega Licia, una confederazione di tutte le città della regione. Xanto era una delle città licie più potenti, avendo così diritto a tre rappresentanti nell'assemblea della lega. Inoltre, come città più potente della Licia, Xanto presiedette al governo federale in epoca romana ed ellenistica, assumendo quindi il ruolo di un "capitale della Licia". 
I resoconti sulla resa della città ad Alessandro Magno sono discordi: quelli di Arriano parlando di una cosa pacifica, ma subito dopo accenna ad un saccheggio. Dopo la morte di Alessandro la città passò sotto il controllo degli eredi; Diodoro Siculo ne narra la cattura da parte di Tolomeo I di Antigone. Appiano, Cassio Dione e Plutarco dicono che venne distrutta durante le guerre civili romane attorno al 42 a.C., da Bruto, ma Appiano parla anche di una ricostruzione effettuata da Marco Antonio. I resti di un anfiteatro romano sono ancora visibili. I resoconti storici di tale Marinos dicono che Xanto ospitava anche una scuola di grammatica.
Gli scavi archeologici hanno permesso di recuperare molti testi in lingua licia ed in greco, compresi numerosi testi bilingue utili per la decifrazione del licio (v. la voce Stele di Xanto).

## Il fiume Xanto
Strabone usa il termine Sibros o Sirbis per riferirsi al fiume Xanto. Durante l'invasione persiana il fiume si chiamava Sirbe, che significa "giallo" come la parola greca "xanthos". Il fiume aveva un colore giallastro a causa del terreno a base alluvionale della vallata.
Una leggenda greca narra che il fiume venne creato dagli spasimi del parto di Latona il cui tempio, a Letoon, si trova sulla riva occidentale del fiume, pochi chilometri a sud di Xanto. Letoon venne scavata nel ventesimo secolo e portò alla luce vari testi lici, greci ed aramaici. Un testo trilingue (licio-greco-aramaico), noto come stele trilingue di Letoon, contiene un riferimento a re Artaserse. Anche Letoon, come Xanto, è stata inserita tra i Patrimoni dell'umanità.